# Макинтайр, Дункан Бан

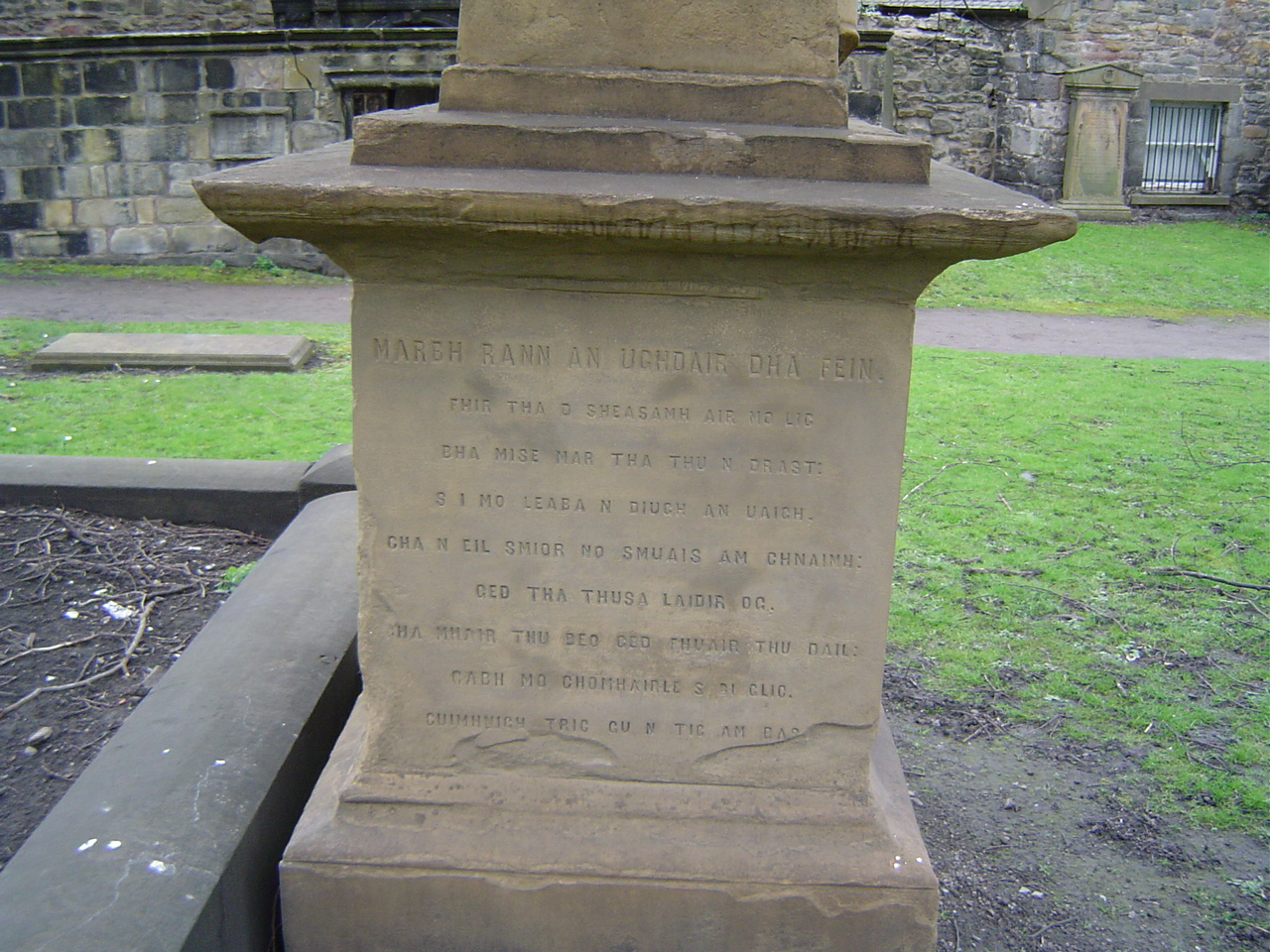
Надпись на гэльском языке, высеченная на памятнике в честь Макинтайра на церковном кладбище «Грейфраерс» в Эдинбурге

Дункан Бан Макинтайр (англ. Duncan Ban Macintyre, гэльск. Donnchadh Bàn Mac an t-Saoir; прозвище Дункан Песенник, гэльск. Donnchadh Bàn nan Orainn; 20 марта 1724, Друмлиарт, Гленорхи — 14 мая 1812, Эдинбург) — шотландский гэльский поэт, «Бард Охотник из Гленорхи», к имени которого гэлы почтительно добавляют «nan Òran» (букв. «От Песен») — такого прозвища удостаивается не более чем один-два поэта на поколение. Bàn (с гэльск. — «красивый») — прозвище поэта: с юных лет до старости поэт был исключительно хорош собой.

## Биография
Родился в Гленорхи (Аргайлшир), в одном из самых недоступных районов Горной Шотландии. Родители не могли отдать сына в далекую приходскую школу, поэт за всю жизнь так и не научился ни читать, ни писать.
Первую песню Макинтайр сложил после того, как очень странным образом поучаствовал в битве войск Ганноверской династии с войсками горцев, которые возглавлял, по крайней мере формально, Молодой Претендент — несостоявшийся король Шотландии Карл III, Красавчик принц Чарли. Битва произошла 17 января 1746 при Фолкерке (букв. «Пестрая Церковь»). Дункан находился не на стороне якобитов, а среди войск проправительственного клана Кэмпбеллов, причем был нанят в качестве бойца неким Флетчером из Гленорхи, не захотевшим воевать лично и выставившим Дункана как «замену». В этой битве, неудачной для правительственных войск, Дункан, видимо, участвовал чисто формально. По крайней мере, меч, врученный ему нанимателем, он потерял в бою, а что более вероятно — бросил, спасаясь. Пользуясь этим поводом, владелец меча отказался заплатить сумму, за которую нанял Дункана. Дункан в ответ сочинил «Песню о „Сражении при Пестрой Церкви“» («Oran Do Bhlar Na h-Eaglaise Brice»), где высмеял Флетчера, пославшего его на войну; поэт горестно описал «черный меч, из-за которого столько шума» и чья потеря «разъярила как волка» его владельца. Песня немедленно стала популярной и рассердила нанимателя: он напал на поэта, избил тростью и предложил «теперь сочинить песню об этом». Наниматель был приговорен графом Бредалбейном к выплате барду трехсот шотландских марок.
Граф Бредалбейн (1696—1782) был неизменным покровителем Дункана Бана и назначил его лесником и егерем непосредственно в «Раздоле Туманов» (Choire a' Cheathaich) в нескольких милях от южного отрога Бен Доран (Beinn Dóbhrain, букв. «Гора Выдры»), которые бард воспел в знаменитых поэмах. Там поэт прослужил около двадцати лет, это были лучшие годы его творчества. В 1767 поэт, увидевший, что завезенные с юга овцы начинают вытеснять с пастбищ столь дорогих ему оленей, переселился в Эдинбург и поступил на службу в Городскую Стражу, рассчитывая, что у него останется время для занятий поэзией; надежда эта оправдалась лишь в малой степени.
К этому времени его стихи (вернее — песни) завоевали известность у гэльской аудитории, привыкшей не столько читать, сколько слушать. Друзья решили издать их: традиционного пения у очага поэту было явно недостаточно, хотя бард и был неграмотен. Выход нашелся: сыну священнослужителя, будущему доктору Стюарту Лессу, позднее известному в качестве одного из переводчиков гэльской Библии, поручили записать тексты песен под диктовку барда. Они были отпечатаны в Эдинбурге в 1768 под названием «Гэльские Песни Дункана Макинтайра». Книга отличалась композиционным совершенством: она состояла из 26 произведений, начиналась «Песней о „Сражении при Пестрой церкви“» и завершалась монументальным поэтическим пиброхом «Хвала Бен Дорану». Тираж её неизвестен, но был явно больше тысячи экземпляров. Второе (расширенное) издание книги Дункана вышло в 1790, третье — в 1804; последующие издания были посмертными и счет их давно перевалил за десяток.

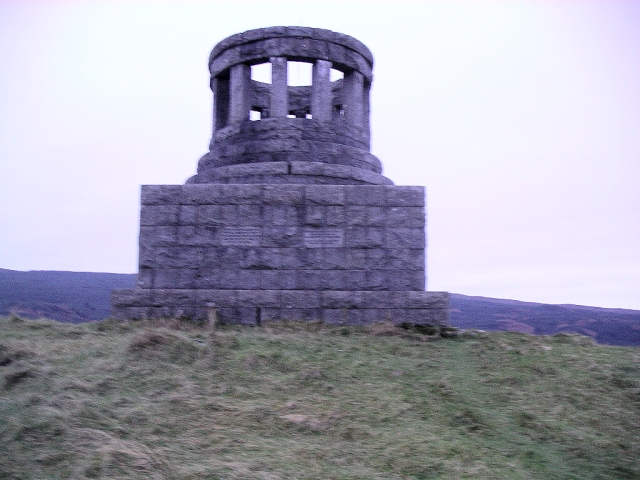
Монумент в честь Дункана Бана Макинтайра, установленный в долине Гленорхи в 1859 году

Гонорар за третье издание, а также назначенная Дункану священнослужителем острова Лисмор Дональдом Макниколом (An t-Ollamh Dòmhnall MacNeacail) небольшая пенсия позволили поэту оставить службу и прожить последние годы в Эдинбурге в относительном достатке, при этом продолжая сочинять свои стихи-песни. Единственное точно датированное произведение поэта — «Последнее прощание с горами» («Cead Deireannach nam Beann») — создано 19 сентября 1802, когда он в последний раз провел целый день на склонах Бен Дорана.
Бард умер в Эдинбурге на восемьдесят девятом году жизни и был похоронен на пресвитерианском кладбище 19 мая 1812. Только 6 октября 1812 The Scots Magazine and Edinburgh Literary Miscellany поместил заметку, сообщающую о смерти поэта. В 1859 на средства, собранные по подписке, был установлен гранитный памятник поэту высотой в 44 фута (ок. 13,4 м) над родной долиной поэта Гленорхи. В 1875 памятник посетила королева Виктория. В 2005 памятник был полностью отреставрирован.

## Творчество
В поэтическом отношении основное влияние на автора оказал Александр Макдональд (Alasdair MacMhaighstir Alasdair, 1695—1770), крупнейший поэт предыдущего поколения, яростный якобит, скрывавшийся от властей, однако сумевший издать в Эдинбурге в 1751 первый поэтический сборник на гэльском языке. Повлияли на творчество Дункана Бана прежде всего пейзажные стихи Макдональда («Сахарный Ручей», «Песнь о зиме», «Песнь о лете» — на последнюю Дункан написал нечто вроде ответа; между тем сами «песни о временах года» Макдональда созданы под влиянием английских поэм Джеймса Томсона), а также разработанный Макдональдом прием воплощения музыкальной формы пиброха в поэтическую симфонию, где чередуются темы и вариации к ним.
Влияние творчества Дункана Бана Макинтайра на гэльскую поэзию исключительно велико. Образованнейший поэт своего времени, переводчик семи песен «Илиады» на гэльский язык Эвен Мак-Лахлан (1773—1822) повторил нота в ноту пиброх «Хвала Бен Дорану» — но в виде пятичастного «Duan Callainne» (особый жанр гэльской поэзии, которым открывается празднование Нового Года); на поэму «Раздол Туманов» антонимически ответил наиболее значительный гэльский поэт Канады — Бард Маклин, подобных примеров множество.
Наиболее полное и научное издание произведений Дункана Бана Макинтайра — 'The Songs of Duncan Bàn MacIntyre', подготовленное Ангусом Маклаудом (Эдинбург, Scottish Gaelic Texts Society, 1952), несколько раз переизданное; творческое наследие Барда из Гленорхи составляет около 6 тысяч поэтических строк. Его произведения переведены на многие языки, от английского и валлийского до грузинского и эсперанто, на некоторых выходили отдельными изданиями (на французском — в 1930).
Первые русские переводы из Макинтайра, выполненные Евгением Витковским:
- Раздол туманов — Oran Choire a' Cheathaich
- Плач о Раздоле Туманов — Cumha Choire A' Cheathaich
- Последнее прощание с горами — Cead Deireannach nam Beann
- Песня о бутылке — Oran a' Bhotail.